# Markarian 1513
Markarian 1513 (ou Mrk 1513) est une galaxie spirale relativement éloignée et située dans la constellation de Pégase. Sa vitesse par rapport au fond diffus cosmologique est de 18 638 ± 24 km/s, ce qui correspond à une distance de Hubble de 274,9 ± 19,3 Mpc (∼897 millions d'al).
Mrk 1513 présente une large raie HI. De plus, elle est une galaxie active de type Seyfert 1, connue pour la luminosité variable de son noyau,.
À ce jour, seule une mesure non basée sur le décalage vers le rouge (redshift) donne une distance d'environ 333,000 Mpc (∼1,09 milliard d'al), ce qui est à l'extérieur des valeurs de la distance de Hubble.